# Liga 3 de 2023–24
A Liga 3 de 2023–24 foi a 3ª edição da Liga 3, competição estreada em 2021-22. Ocupa o 3º nível do futebol em Portugal e foi disputada por 20 equipas. O União de Leiria era o detentor do título, conquistado na temporada 2022-23. No final da temporada o Alverca sagrou-se vencedor da competição.

## Formato
Na primeira fase da Liga 3 participam 20 equipas, que são divididas em duas séries geográficas: a norte a Série A, a sul a Série B. Jogarão um campeonato entre si a duas voltas. No final da primeira fase, os quatro primeiros classificados das duas séries apuram-se para a fase de subida, enquanto os seis últimos (do 5.º ao 10.º classificados) disputarão a fase de manutenção e descida.
Na segunda fase, na fase de subida os quatro primeiros classificados de cada uma das duas séries, num total de oito clubes, disputam uma só série onde jogam entre si duas vezes e por pontos, uma na qualidade de visitado e outra na qualidade de visitante, conforme sorteio.
O primeiro e o segundo classificados dessa série sobem à Segunda Liga e o terceiro classificados disputa o play-off de subida/manutenção com o 16.º classificado da Segunda Liga para decidir quem participará na época seguinte no segundo escalão, abrindo assim a possibilidade de haver três subidas e três descidas entre os dois escalões.
Na segunda fase, na fase de manutenção e descida, disputada entre os classificados entre o quinto e décimo lugares, os doze clubes serão divididos em duas séries de seis equipas. Mais uma vez, na fase de manutenção e descida os clubes jogam entre si a duas voltas dentro das suas séries e, no final, os dois últimos classificados de cada série descem ao Campeonato de Portugal.
De realçar que os clubes nesta fase partem com uma bonificação de 1 a 6 pontos. Ou seja, os quintos classificados da fase regular começam a segunda fase com 6 pontos, os sextos classificados com 5 pontos e assim sucessivamente.

## Participantes
| Série | Clube                | Cidade              | Estádio                                   | Capacidade | 2022–23                 |
| ----- | -------------------- | ------------------- | ----------------------------------------- | ---------- | ----------------------- |
| B     | 1º Dezembro          | Sintra              | Campo Conde de Sucena                     | 1,000      | 2º CP 2022-23 (Série 2) |
| B     | Académica            | Coimbra             | Estádio Cidade de Coimbra                 | 29,622     | 1º Manutenção (Série 4) |
| B     | Alverca              | Alverca             | Estádio do FC Alverca                     | 7,705      | 3º Subida (Série 1)     |
| B     | Amora                | Amora               | Estádio da Medideira                      | 1,500      | 4ª Subida (Série 2)     |
| A     | Anadia               | Anadia              | Municipal Eng.º Sílvio Henriques Cerveira | 6,500      | 2º Subida (Série 2)     |
| B     | Atlético CP          | Lisboa              | Estádio da Tapadinha                      | 4,000      | 1º CP 2022-23           |
| A     | Braga B              | Braga               | Estádio 1.º de Maio                       | 28,000     | 2º Subida (Série 1)     |
| B     | Caldas               | Caldas da Rainha    | Campo da Mata                             | 9,600      | 2º Subida (Série 4)     |
| A     | Canelas 2010         | Vila Nova de Gaia   | Estádio do Canelas                        | 7,000      | 1º Subida (Série 2)     |
| A     | Fafe                 | Fafe                | Parque Municipal dos Desportos de Fafe    | 4,000      | 2º Subida (Série 1)     |
| A     | Felgueiras           | Felgueiras          | Estádio Dr. Machado de Matos              | 7,540      | 4º Subida (Série 1)     |
| A     | Lusitânia Lourosa    | Lourosa             | Estádio do Lusitânia de Lourosa FC        | 8,000      | 2º CP 2022-23 (Série 1) |
| B     | Oliveira do Hospital | Tábua               | Estádio Municipal de Tábua                | 3,500      | 2º Subida (Série 3)     |
| B     | Pêro Pinheiro        | Pero Pinheiro       | Estádio Parque de Jogos Pardal Monteiro   | 3,000      | 3º CP 2022-23 (Série 1) |
| A     | Sanjoanense          | São João da Madeira | Estádio Conde Dias Garcia                 | 8,500      | 3ª Subida (Série 2)     |
| B     | Sporting B           | Alcochete           | Estádio Aurélio Pereira                   | 1,180      | 1º Subida (Série 3)     |
| B     | Sporting da Covilhã  | Covilhã             | Estádio Municipal José dos Santos Pinto   | 3,500      | 18º II Liga             |
| A     | Trofense             | Trofa               | Estádio do Clube Desportivo Trofense      | 5,017      | 17º II Liga             |
| A     | Varzim               | Póvoa de Varzim     | Estádio do Varzim Sport Club              | 7,280      | 1º Subida (Série 1)     |
| A     | Vianense             | Viana do Castelo    | Estádio Dr. José de Matos                 | 3,000      | 2º CP 2022-23           |

### Número de equipas por Associação futebol
| Associações de futebol de Portugal | N° de equipas | Equipas                                           |
| ---------------------------------- | ------------- | ------------------------------------------------- |
| Lisboa                             | 4             | 1º Dezembro, Atlético CP, Alverca e Pêro Pinheiro |
| Porto                              | 4             | Canelas 2010, Felgueiras, Trofense e Varzim       |
| Aveiro                             | 3             | Anadia, Lusitânia Lourosa e Sanjoanense           |
| Braga                              | 2             | Braga B, Fafe                                     |
| Coimbra                            | 2             | Académica e Oliveira do Hospital                  |
| Setúbal                            | 2             | Amora e Sporting B                                |
| Castelo Branco                     | 1             | Sporting da Covilhã                               |
| Leiria                             | 1             | Caldas                                            |
| Viana do Castelo                   | 1             | Vianense                                          |

## Primeira Fase

### Série A
| Pos | Equipe            | Pts | J  | V  | E | D  | GP | GC | SG  | Classificado                   |  | FEL | LUS | VAR | BRA | CAN | FAF | TRO | ANA | SAN | VIA |
| --- | ----------------- | --- | -- | -- | - | -- | -- | -- | --- | ------------------------------ |  | --- | --- | --- | --- | --- | --- | --- | --- | --- | --- |
| 1   | Felgueiras 1932   | 41  | 18 | 13 | 2 | 3  | 35 | 11 | +24 | Avanço para Fase de Subida     |  | —   | 2–1 | 2–0 | 1–0 | 1–0 | 1–0 | 1–0 | 2–3 | 3–0 | 2–0 |
| 2   | Lusitânia Lourosa | 31  | 18 | 8  | 7 | 3  | 32 | 15 | +17 | Avanço para Fase de Subida     |  | 0–0 | —   | 1–1 | 5–0 | 4–0 | 2–3 | 1–1 | 4–0 | 1–1 | 2–1 |
| 3   | Varzim            | 28  | 18 | 8  | 4 | 6  | 19 | 17 | +2  | Avanço para Fase de Subida     |  | 1–0 | 3–0 | —   | 1–0 | 1–1 | 0–1 | 1–2 | 2–1 | 2–1 | 2–0 |
| 4   | Braga B           | 27  | 18 | 8  | 3 | 7  | 26 | 22 | +4  | Avanço para Fase de Subida     |  | 3–3 | 0–1 | 2–0 | —   | 1–0 | 0–0 | 2–0 | 4–0 | 4–1 | 0–3 |
| 5   | Canelas 2010      | 25  | 18 | 7  | 4 | 7  | 21 | 28 | −7  | Avanço para Fase de Manutenção |  | 0–8 | 0–2 | 2–0 | 1–3 | —   | 3–1 | 1–0 | 3–2 | 1–2 | 2–1 |
| 6   | Fafe              | 24  | 18 | 6  | 6 | 6  | 13 | 19 | −6  | Avanço para Fase de Manutenção |  | 0–3 | 0–3 | 0–0 | 0–0 | 0–0 | —   | 2–1 | 1–2 | 1–1 | 0–1 |
| 7   | Trofense          | 20  | 18 | 6  | 5 | 7  | 18 | 20 | −2  | Avanço para Fase de Manutenção |  | 2–0 | 1–3 | 0–0 | 1–0 | 1–1 | 0–1 | —   | 1–0 | 1–0 | 1–1 |
| 8   | Anadia            | 20  | 18 | 6  | 2 | 10 | 25 | 32 | −7  | Avanço para Fase de Manutenção |  | 0–1 | 0–0 | 3–0 | 3–1 | 1–4 | 0–1 | 3–3 | —   | 1–2 | 2–0 |
| 9   | Sanjoanense       | 19  | 18 | 5  | 4 | 9  | 20 | 34 | −14 | Avanço para Fase de Manutenção |  | 0–3 | 1–1 | 0–3 | 2–4 | 0–3 | 1–1 | 3–2 | 2–1 | —   | 2–1 |
| 10  | Vianense          | 12  | 18 | 3  | 3 | 12 | 14 | 25 | −11 | Avanço para Fase de Manutenção |  | 1–2 | 1–1 | 1–2 | 0–2 | 0–0 | 0–1 | 0–1 | 1–2 | 2–1 | —   |

1. ↑  Trofense teve retirado 3 pontos por aposta financeira.

### Série B
| Pos | Equipe               | Pts | J  | V | E | D  | GP | GC | SG  | Classificado                   |  | ACA | ATL | ALV | SPC | SPO | CAL | OLH | AMO | PER | 1DE |
| --- | -------------------- | --- | -- | - | - | -- | -- | -- | --- | ------------------------------ |  | --- | --- | --- | --- | --- | --- | --- | --- | --- | --- |
| 1   | Académica            | 32  | 18 | 9 | 5 | 4  | 27 | 17 | +10 | Avanço para Fase de Subida     |  | —   | 2–2 | 2–0 | 0–2 | 0–0 | 0–1 | 1–0 | 1–1 | 3–0 | 1–1 |
| 2   | Atlético CP          | 31  | 18 | 8 | 7 | 3  | 28 | 19 | +9  | Avanço para Fase de Subida     |  | 2–1 | —   | 3–1 | 1–1 | 0–2 | 0–2 | 1–0 | 1–0 | 2–0 | 3–0 |
| 3   | Alverca              | 31  | 18 | 9 | 4 | 5  | 27 | 19 | +8  | Avanço para Fase de Subida     |  | 1–2 | 1–1 | —   | 2–2 | 1–0 | 1–1 | 1–0 | 1–0 | 3–0 | 2–0 |
| 4   | Sporting Covilhã     | 30  | 18 | 8 | 6 | 4  | 32 | 21 | +11 | Avanço para Fase de Subida     |  | 3–2 | 1–1 | 1–2 | —   | 3–0 | 4–3 | 0–3 | 2–0 | 2–0 | 0–0 |
| 5   | Sporting B           | 30  | 18 | 9 | 3 | 6  | 24 | 20 | +4  | Avanço para Fase de Manutenção |  | 1–2 | 2–1 | 2–1 | 2–2 | —   | 1–3 | 2–0 | 1–0 | 2–0 | 2–0 |
| 6   | Caldas               | 29  | 18 | 8 | 5 | 5  | 31 | 26 | +5  | Avanço para Fase de Manutenção |  | 1–2 | 3–3 | 1–0 | 2–1 | 1–0 | —   | 1–1 | 2–2 | 1–2 | 2–0 |
| 7   | Oliveira do Hospital | 20  | 18 | 5 | 5 | 8  | 15 | 21 | −6  | Avanço para Fase de Manutenção |  | 1–1 | 0–3 | 1–1 | 2–1 | 0–1 | 2–1 | —   | 0–4 | 1–1 | 1–1 |
| 8   | Amora                | 18  | 18 | 4 | 6 | 8  | 21 | 24 | −3  | Avanço para Fase de Manutenção |  | 0–2 | 1–1 | 1–3 | 1–1 | 3–2 | 2–2 | 0–1 | —   | 3–0 | 0–2 |
| 9   | Pêro Pinheiro        | 13  | 18 | 3 | 4 | 11 | 16 | 37 | −21 | Avanço para Fase de Manutenção |  | 1–4 | 1–1 | 1–2 | 0–4 | 3–3 | 1–2 | 1–0 | 2–3 | —   | 2–0 |
| 10  | 1º Dezembro          | 11  | 18 | 2 | 5 | 11 | 11 | 28 | −17 | Avanço para Fase de Manutenção |  | 0–1 | 1–2 | 1–4 | 0–2 | 0–1 | 3–2 | 0–2 | 0–0 | 1–1 | —   |

1. 1 2  Confronto direto: Atlético CP 3–1 Alverca, Alverca 1–1 Atlético CP.
2. 1 2  Confronto direto: Sp. Covilhã 3–0 Sporting B, Sporting B 2–2 Sp. Covilhã.

## 2ª fase

### Fase de Subida
| Pos | Equipe              | Pts | J  | V | E | D | GP | GC | SG  | Promovido ou classificado          |     | ALV | FEL | LUS | BRA | ACA | VAR | ATL | SPC |
| --- | ------------------- | --- | -- | - | - | - | -- | -- | --- | ---------------------------------- | --- | --- | --- | --- | --- | --- | --- | --- | --- |
| 1   | Alverca (C, P)      | 30  | 14 | 9 | 3 | 2 | 22 | 9  | +13 | Promoção à Segunda Liga de 2024–25 |     | —   | 1–1 | 3–1 | 1–0 | 2–1 | 1–0 | 2–0 | 1–0 |
| 2   | Felgueiras 1932 (P) | 24  | 14 | 6 | 6 | 2 | 21 | 11 | +10 | Promoção à Segunda Liga de 2024–25 |     | 1–1 | —   | 2–0 | 1–1 | 1–1 | 1–0 | 3–0 | 2–0 |
| 3   | Lusitânia Lourosa   | 23  | 14 | 7 | 2 | 5 | 22 | 21 | +1  | Avança para o Play-off promoção    |     | 3–2 | 1–0 | —   | 3–2 | 2–1 | 1–0 | 3–1 | 2–2 |
| 4   | Braga B             | 23  | 14 | 6 | 5 | 3 | 19 | 14 | +5  |                                    |     | 2–1 | 2–1 | 2–2 | —   | 1–1 | 2–1 | 0–0 | 0–0 |
| 5   | Académica           | 16  | 14 | 3 | 7 | 4 | 15 | 16 | −1  |                                    | 0–0 | 1–1 | 1–0 | 0–3 | —   | 2–3 | 1–1 | 0–0 |     |
| 6   | Varzim              | 14  | 14 | 4 | 2 | 8 | 17 | 22 | −5  |                                    | 0–1 | 2–4 | 4–3 | 2–0 | 0–2 | —   | 1–1 | 2–0 |     |
| 7   | Atlético CP         | 11  | 14 | 2 | 5 | 7 | 11 | 24 | −13 |                                    | 0–4 | 1–1 | 1–0 | 0–2 | 1–3 | 2–0 | —   | 1–2 |     |
| 8   | Sp. Covilhã         | 9   | 14 | 1 | 6 | 7 | 10 | 20 | −10 |                                    | 0–2 | 0–2 | 0–1 | 1–2 | 1–1 | 2–2 | 2–2 | —   |     |

1. 1 2  Confronto direto: Lusitânia CP 3–2 Braga B, Braga B 2–2 Lusitânia.

### Fase de Manutenção

#### Série 1
| Pos | Equipe       | Pts | J  | V | E | D | GP | GC | SG | Rebaixado                                          |     | FAF | TRO | SAN | ANA | CAN | VIA |
| --- | ------------ | --- | -- | - | - | - | -- | -- | -- | -------------------------------------------------- | --- | --- | --- | --- | --- | --- | --- |
| 1   | Fafe         | 21  | 10 | 7 | 0 | 3 | 20 | 11 | +9 |                                                    |     | —   | 2–3 | 0–2 | 1–0 | 2–1 | 2–0 |
| 2   | Trofense     | 16  | 10 | 4 | 4 | 2 | 16 | 11 | +5 |                                                    | 1–3 | —   | 1–2 | 0–0 | 4–1 | 1–0 |     |
| 3   | Sanjoanense  | 16  | 10 | 4 | 4 | 2 | 13 | 11 | +2 |                                                    | 4–2 | 0–3 | —   | 0–0 | 1–1 | 1–1 |     |
| 4   | Anadia       | 12  | 10 | 3 | 3 | 4 | 6  | 10 | −4 |                                                    | 0–4 | 1–1 | 1–2 | —   | 1–0 | 2–0 |     |
| 5   | Canelas (R)  | 7   | 10 | 1 | 4 | 5 | 8  | 15 | −7 | Despromoção para Campeonato de Portugal de 2024-25 |     | 0–2 | 1–1 | 1–1 | 2–0 | —   | 1–3 |
| 6   | Vianense (R) | 9   | 10 | 2 | 3 | 5 | 6  | 11 | −5 | Despromoção para Campeonato de Portugal de 2024-25 |     | 0–2 | 1–1 | 1–0 | 0–1 | 0–0 | —   |

#### Série 2
| Pos | Equipe               | Pts | J  | V | E | D | GP | GC | SG  | Rebaixado                                          |     | SPO | CAL | OLH | 1DE | AMO | PER |
| --- | -------------------- | --- | -- | - | - | - | -- | -- | --- | -------------------------------------------------- | --- | --- | --- | --- | --- | --- | --- |
| 1   | Sporting B           | 20  | 10 | 6 | 2 | 2 | 19 | 5  | +14 |                                                    |     | —   | 3–0 | 1–1 | 0–0 | 5–0 | 1–0 |
| 2   | Caldas               | 17  | 10 | 5 | 2 | 3 | 14 | 13 | +1  |                                                    | 1–0 | —   | 1–1 | 2–1 | 1–2 | 4–1 |     |
| 3   | Oliveira do Hospital | 14  | 10 | 4 | 2 | 4 | 14 | 12 | +2  |                                                    | 0–2 | 3–1 | —   | 1–0 | 4–0 | 2–0 |     |
| 4   | 1º Dezembro          | 16  | 10 | 5 | 1 | 4 | 10 | 9  | +1  |                                                    | 1–4 | 0–1 | 2–0 | —   | 1–0 | 1–0 |     |
| 5   | Amora (R)            | 13  | 10 | 4 | 1 | 5 | 11 | 17 | −6  | Despromoção para Campeonato de Portugal de 2024-25 |     | 1–3 | 1–1 | 2–0 | 0–1 | —   | 4–1 |
| 6   | Pêro Pinheiro (R)    | 6   | 10 | 2 | 0 | 8 | 8  | 20 | −12 | Despromoção para Campeonato de Portugal de 2024-25 |     | 1–0 | 1–2 | 3–2 | 1–3 | 0–1 | —   |